# Disvetro
Disvetro is een plaats (frazione) in de Italiaanse gemeente Cavezzo.